# Elisabeth Erke

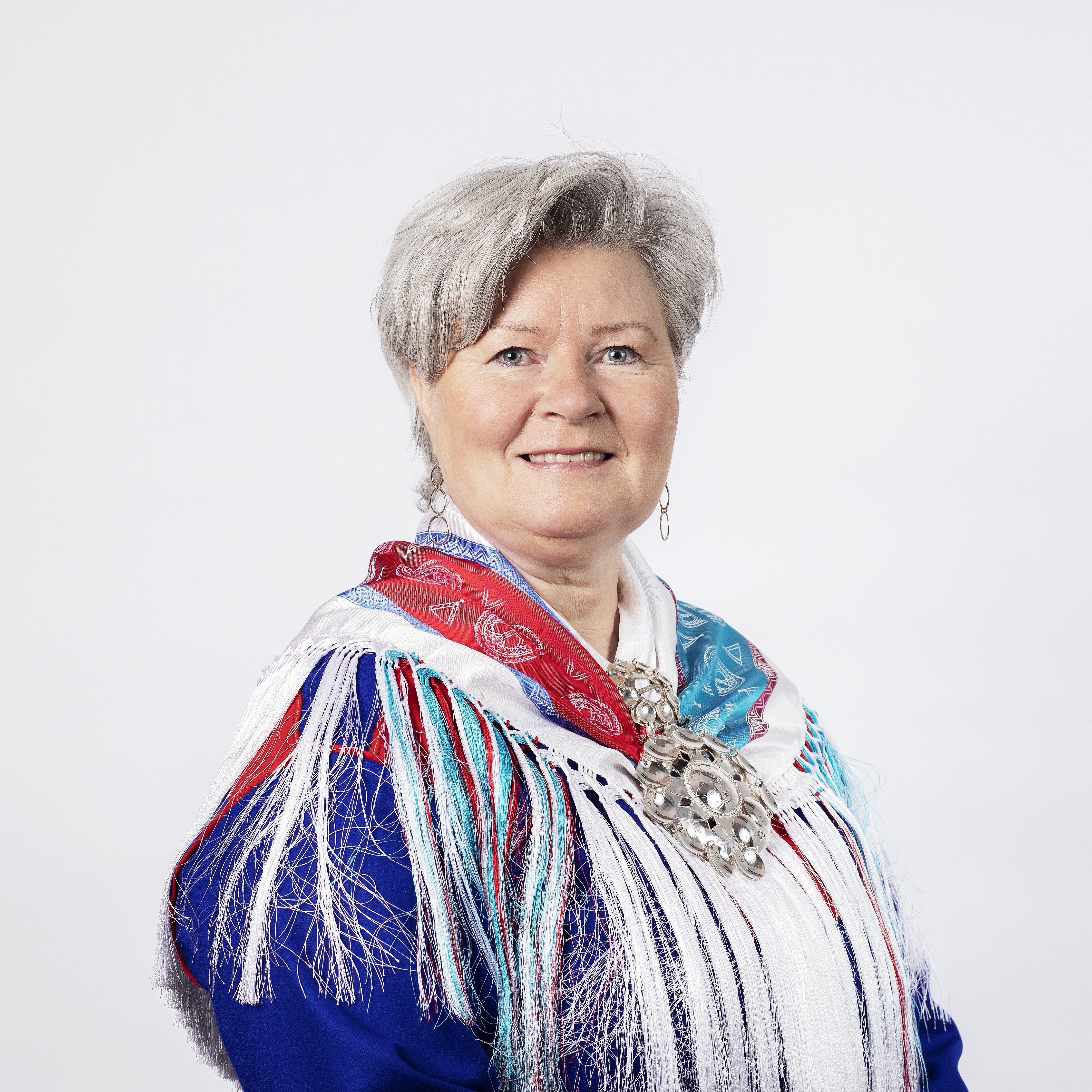
Elisabeth Erke, 2021

Elisabeth Erke (* 8. September 1962), mit samischem Namen Áile Ilo Eliissá, ist eine norwegisch-samische Politikerin der Senterpartiet (Sp). Von 2003 bis 2018 war sie Mitglied der Arbeiderpartiet (Ap). Seit 2017 ist Erke Abgeordnete im Sameting und seit August 2024 gehört sie dem Sametingsrådet an.

## Leben
Nach ihrer Schulzeit begann Erke im Alter von 22 Jahren ihr Lehramtsstudium an der Lehrerhochschule in Alta. Sie war unter anderem in Tana (Deatnu), Akershus und Oslo als Lehrerin tätig. Von 1998 bis 2012 lebte sie teilweise in der Schweiz. Bei der Sametingswahl 1997 wurde Erke Vararepresentantin im Sameting, also Ersatzabgeordnete, für die Senterpartiet. Im Jahr 2003 wechselte sie in die sozialdemokratische Arbeiderpartiet. Im August 2013 begann sie als Museumsleiterin am Tana Museum zu arbeiten.
Nach der Kommunalwahl im Herbst 2015 wurde sie stellvertretende Bürgermeisterin der Kommune Tana. Bei der Sametingswahl 2017 trat sie als Spitzenkandidatin der Arbeiderpartiet im Wahlkreis Østre an und sie zog in der Folge ins Sameting ein. Sie wurde zur Plenarleiterin des Parlaments gewählt. Im Mai 2018 gab sie ihren Austritt aus der Arbeiderpartiet bekannt. Erke trat im Zuge dessen auch von ihrer Position als Plenarleiterin zurück. Im selben Jahr wurde sie wieder Mitglied der Senterpartiet.
Bei der Sametingswahl 2021 zog sie erneut in das Sameting ein. Anschließend wurde sie Fraktionsvorsitzende der Senterpartiet. Im August 2024 wurde Erke in den Sametingsrådet um Sametingspräsidentin Silje Karine Muotka, das Regierungsgremium des Sametings, berufen. Sie folgte der Abgeordneten Berit Marie P. E. Eira der Flyttsamelista, die zwischenzeitlich für Erkes Parteikollegen Hans Ole Eira in den Sametingsrådet nachgerückt war. Erke erhielt die Zuständigkeit für die Bereiche traditionelles Wissen, Duodji, Senioren, Gleichstellung, Landwirtschaft, Raubwild, Finnmarkseiendommen, Kirche und Weltanschauung sowie den Abbau von Grenzen.